# Марія Джованна Ельмі
Марія Джованна Ельмі (італ. Maria Giovanna Elmi; *25 серпня 1940, Рим, Італія) — італійська акторка, телеведуча, співачка, журналістка та публіцистка.

## Біографія
Почала кар'єру як дикторка на одному з каналів італійської державної телекомпанії RAI. Стала популярною на початку 1970-х, коли телешоу для дітей «Il dirigibile», за що отримала прізвисько «Фатіна» (тобто молода фея). Брала участь на пісенному фестивалі у Сан-Ремо (у 1977 і 1978). 1970 і 1981 роках посіла перше місце в двох опитуваннях громадської думки як найкраща телеведуча. Також Ельмі проявила себе як журналістка і публіцистка, співпрацюючи протягом трьох років з виданням «Il Messaggero», а потім з великою кількістю журналів і газет. У 2005 році вона взяла участь в реаліті-шоу «L'Isola dei Famosi».

## Фільмографія
- Quando dico che ti amo (1967)
- Morto Troisi, viva Troisi! (1982)
- "FF.SS." — Cioè: "...che mi hai portato a fare sopra a Posillipo se non mi vuoi più bene?" (1983)
- Il Bi e il Ba (1985)
- È arrivato mio fratello (1985)
- Anni 90 — Parte II (1993)

## Джерело
- Марія Джованна Ельмі на сайті IMDb (англ.)
- Maria Giovanna Elmi [Архівовано 23 жовтня 2013 у Wayback Machine.] at Discogs
- Maria Giovanna Elmi на сайті AllMusic.  (англ.)

1. ↑  Person Profile // Internet Movie Database — 1990.